# Harry Rothenburg
Harry Rothenburg (también conocido como Enrique o Heinrich Rothenburg) fue un práctico de canales y empresario alemán que se radicó por muchos años en Punta Arenas, en el extremo sur de Chile. Se le conoce principalmente por la asistencia que prestó al SMS Dresden durante la Primera Guerra Mundial, con el fin de que el crucero liviano de la Marina Imperial alemana no fuera alcanzado por la Armada Británica que lo perseguía como único barco alemán sobreviviente de la batalla de las Malvinas.

## Biografía
Harry Rothenburg contrajo matrimonio con Rosario Mansilla y tuvieron hijos.
A fines del siglo xix, como empresario aurífero en Tierra del Fuego, Harry Rothenburg acusó a Julius Popper de practicar un genocidio contra los Selknam. Por esos tiempos, Punta Arenas y los páramos más al sur eran tierra de nadie, por lo que la autoridad no tomó más cartas en el asunto.
En 1925 se involucró en el inicio de la explotación carbonífera en la zona norte de Magallanes, en el distrito de Última Esperanza, cuando intentó aprovechar los mantos carboníferos descubiertos en la sierra Baguales. Si bien la explotación se hizo efectiva, la actividad extractiva posteriormente se paralizó debido a la distancia a los centros de consumo, situados a más de 100 km, la precariedad de los caminos y la poca capacidad de carga de los automotores de la época, que desechó la idea de construir un ferrocarril.

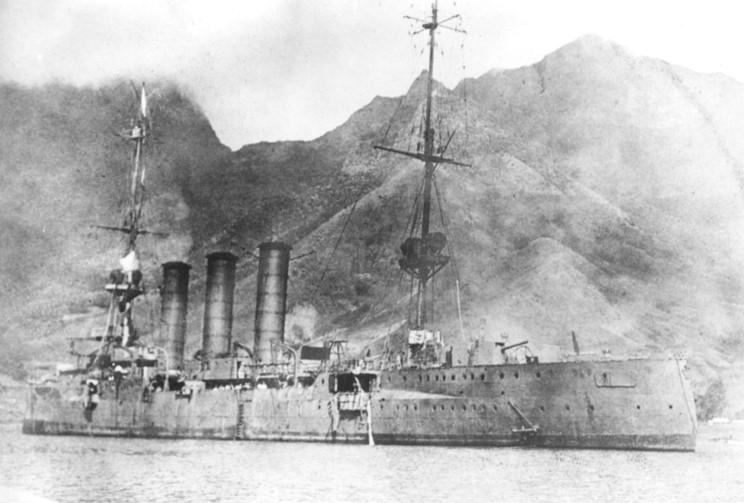
momentos antes de ser hundido en bahía Cumberland.

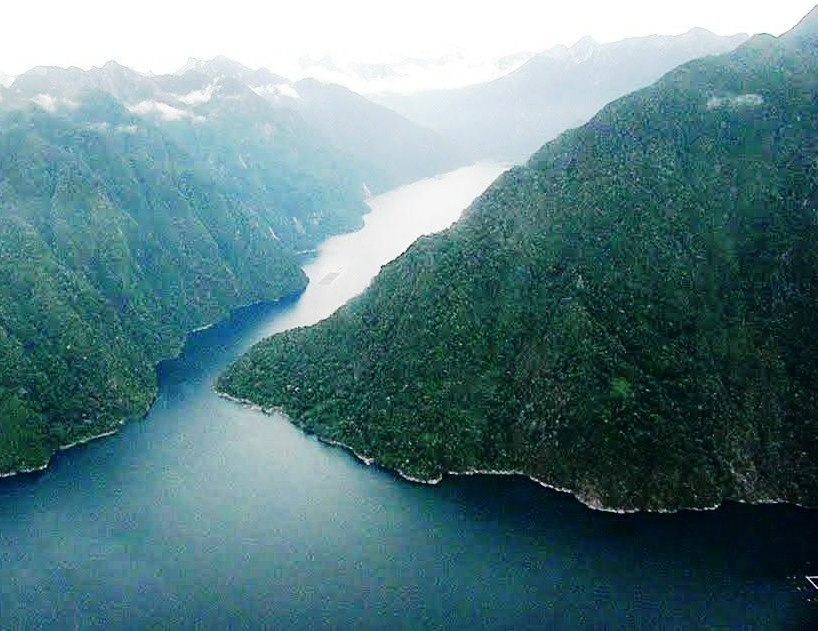
Vista aérea de fiordo Quintupeu, a través de cuya entrada Harry Rothenburg hizo pasar al crucero SMS Dresden

## SMS Dresden
Entre fines de 1914 y comienzos de 1915, a bordo del Sierra Córdoba, Rothenburg guio al SMS Dresden desde bahía Snug al seno Martínez, por el canal Magdalena y el seno Keats.[cita requerida] Evitó que la nave encallara a través de los canales, despistando al enemigo y llevándolos por la costa hacia el norte, donde les encontró refugio en el fiordo Quintupeu. Posteriormente, luego de reparaciones de las calderas y sistema de propulsión del SMS Dresden, con el concurso de la familia de armadores Oelckers, ayudó a la nave a salir a mar abierto, dejándolos en la ruta de Oceanía, hacia el archipiélago de Juan Fernández.[cita requerida] En este último lugar, en bahía Cumberland, el barco sería hundido por su propia tripulación, para evitar que fuera capturado por la armada británica que le había dado caza.

### Rivalidad con Albert Pagels
Albert Pagels es reconocido como el gran salvador del SMS Dresden a través de los fiordos de la Patagonia chilena y a Harry Rothenburg poco se le ha reconocido el aporte a este salvataje. Existió una rivalidad entre Albert Pagels y Harry Rothenburg. Este último no dejó escritas sus memorias. Pagels sí publicó un libro, Mein Leben («Mi vida»), en Berlín en 1944. Invitado a Alemania en 1933 por la marina de guerra de ese país, se quedó hasta 1951, fecha en que regresó a Chile. Mucho de lo que se sabe del SMS Dresden, por lo tanto, es por versiones de Pagels.
Esta hostilidad al parecer era de un solo lado, ya que en su libro Pagels menciona que Rothenburg habría cobrado por su trabajo. También lo presenta como un timorato. Todo esto lo desmienten descendientes de Rothenburg, pues lo recuerdan como una persona desinteresada, patriota e idealista.[cita requerida]
El diario La Prensa Austral de Punta Arenas publicó el 7 de septiembre de 1969 aspectos relacionados con este capítulo de la historia del Dresden, a través de un artículo titulado «La verdad sobre el Dresden»:

Durante la Primera Guerra Mundial, en diciembre de 1914 y primeros días de 1915, permaneció escondido en los canales fueguinos, huyendo de los cañones de los buques ingleses, el crucero Dresden. Este recibió ayuda del cónsul, don Rodolfo Stubenrauch y de algunos connacionales que enviaron aportes materiales para el buque, principalmente provisiones para la tripulación. El Dresden fue escondido bajo la dirección experta de un marino alemán radicado en Punta Arenas. Siempre se discutió este asunto, porque las versiones transmitidas desde esa lejana época, nunca coincidieron plenamente. Unos decían que el piloto del Dresden fue un joven pescador llamado Albert Pagels. Otros, que lo piloteó un maduro capitán mercante llamado Harry Rothenburg. La verdad es que en esa vieja historia había dos hombres. Uno, abierto y locuaz. El otro, silencioso. Uno joven y el otro entrado en años. La historia se conoció siempre en forma unilateral, contada por Pagels. Antiguos residentes de Magallanes, sostenían que si bien es cierto Pagels ayudó a la nave alemana, el que entregó sus conocimientos técnicos para esconder el buque y para sacarlo luego de las narices de los ingleses, fue ese capitán silencioso que se llamó Harry Rothenburg.[cita requerida]

El cónsul alemán en Punta Arenas, Ernesto Schaeffer, dejó unos escritos aclarando este asunto de manera imparcial.[cita requerida] Pagels tuvo méritos por su coordinación para lograr que la colonia alemana prestara apoyo al SMS Dresden, como también en los primeros contactos con la nave. Sin embargo, era un pescador, no tenía gran experiencia en barcos del calado del SMS Dresden. El único que tenía la experiencia con barcos de alto tonelaje y los años de navegación para evitar que encallase el SMS Dresden, era Harry Rothenburg.[cita requerida]
Pagels, extrovertido, vendedor de imágenes y excelente narrador, tuvo una gran fantasía y relató sus historias en el frente alemán durante la Segunda Guerra Mundial, gracias a la ayuda que le proporcionó el almirante Wilhelm Canaris, en recuerdo de su participación en el Dresden.[cita requerida] Harry Rothenburg, a pesar de figurar su ayuda en la bitácora del SMS Dresden, debido a su modestia y retraimiento, no tuvo el reconocimiento de su país. Falleció en 1926, cuarenta años antes que Pagels, quien recibió todos los honores, incluyendo una pensión del gobierno alemán, una invitación a Alemania y una cruz de honor. 
La tensa relación de Pagels y Rothenburg durante el escape del SMS Dresden está descrita en la novela histórica Señales del Dresden, de Martín Pérez Ibarra y en el libro Tras la estela del Dresden, de María Teresa Parker de Bassi.